# فرودگاه کواناوگه بی
فرودگاه کواناوگه بی (به انگلیسی: Cavanaugh Bay Airport) یک فرودگاه همگانی بهره‌برداری هوایی است که یک باند فرود چمن دارد و طول باند آن ۹۴۵ متر است. این فرودگاه در کشور ایالات متحده آمریکا قرار دارد و در ارتفاع ۷۵۷ متری از سطح دریا واقع شده‌است.